# Лежнёв, Исайя Григорьевич
Иса́йя (Исай) Григо́рьевич Лежнёв (имя при рождении — Исаак Альтшу́лер; 22 февраля 1891 [6 марта 1891], Николаев — 9 октября 1955, Москва) — советский публицист и литературный критик, бессменный редактор журнала «Новая Россия».

## Биография
Родился в консервативной еврейской семье, с которой порвал в 13 лет и в 1905 году подростком ушёл в революцию. В 1906 году вступил в РСДРП. В 1907—1909 годах отбывал административную ссылку в Тараще (Киевская губерния) за участие в стачке. В 1909 году вернулся в Николаев, увлёкся мистикой Л. Шестова, отошёл от партийной работы; занимался самообразованием, зарабатывал на жизнь частными уроками. В 1910 году, сдав экзамен экстерном, получил Аттестат зрелости и уехал в Европу. Был в Берлине, Париже, где познакомился с Луначарским. В 1910—1914 годах обучался вольнослушателем на философском факультете Цюрихского университета. В Россию вернулся в 1914 году, работал в «Трудовой газете» (Николаев), с 1915 года — в газете «Волго-Донской край» (Царицын). После Февральской революции приехал в Петроград, где начал сотрудничать в газете «Русская воля» у Леонида Андреева, затем — журналист в Петроградском телеграфном агентстве. После октябрьского переворота перешёл в большевистскую печать: с 1918 года редактировал ряд журналов («Красный офицер», «Всеобуч и спорт», «Красная типография»), одновременно заведовал отделом информации «Известий ВЦИК», был начальником отдела печати Главного управления воинских учебных заведений. В 1920 году (по декабрь) служил в Красной армии: заведовал Отделом печати Кубанско-Черноморского ревкома (Краснодар), редакцией газеты «Красное знамя» Политотдела армии.
В 1921 году работал в Петрограде сотрудником профсоюзных организаций «Маховик», «Труд»; был корреспондентом газет, издававшихся советскими полпредствами в Берлине, Вене, Риге, Гельсингфорсе.

### Редактор «Новой России»
В 1922 году Лежнёв начал издавать «первый беспартийный литературно-общественный журнал» — журнал «Новая Россия». В первом номере журнала он написал:
«Свершилась великая революция, выкорчевала старые гнилые балки и, полуразрушив ветхий фасад дома, подвела под него железобетонный фундамент. Дом сейчас выглядит неприглядно, но просмотреть новую могучую социально-государственную основу могут лишь слепцы. Строительство идет и пойдет на новых началах, но новых не абсолютно. В этой новизне — великая историческая преемственность. Здоровые корни нового сплетаются со здоровыми корнями прошлого […] На синтезе революционной новизны и с дореволюционной стариной строится и будет строиться новая послереволюционная Россия»
Журнал даже удостоился внимания Ленина — 19 мая 1922 года он озабоченно писал Дзержинскому:

«Новая Россия» № 2 закрыта питерскими товарищами, — не рано ли закрыта? Надо разослать её членам Политбюро и обсудить внимательнее. Кто такой её редактор Лежнёв? Из «Дня»? Нельзя ли о нём собрать сведения?— Ленин В. И. // Полное собрание сочинений. — Т. 54. — С. 265—266.
 Сведения собрали и журнал разрешили под другим названием — «Россия», а Лежнёв получил своеобразную «охранную грамоту» в виде ленинской цитаты.
В циркулярном письме ГПУ № 26 «Об антисоветском движении среди интеллигенции» от 23.11.1922 указано, что в одном из номеров «Новой России» напечатана статья Лежнёва «Эмансипация Советов», где «автор выдвинул лозунг внутреннего, постепенного завоевания Советов интеллигенцией».
В декабре 1922 года Лежнёв назвал М. Булгакова среди будущих авторов журнала, в марте 1923 года в «России» появилось объявление о том, что «Мих. Булгаков заканчивает роман „Белая гвардия“, охватывающий борьбу с белыми на юге (1919—1920 гг.)». В том же 1923 году «Россия» напечатала вторую часть «Записок на манжетах». 31 августа 1923 года Булгаков писал Слёзкину, с которым они ещё не успели поссориться: «Лежнёв начинает толстый ежемесячник „Россия“ при участии наших и заграничных. Сейчас он в Берлине, вербует. По-видимому, Лежнёву предстоит громадная издательско-редакторская будущность. Печататься „Россия“ будет в Берлине».
Позднее Лежнёв послужил прототипом Ильи Ивановича Рудольфи в «Театральном романе» М. Булгакова.

### Высылка и возвращение
В марте 1926 года журнал Лежнёва «Новая Россия» был окончательно запрещён. После того как в апреле Политбюро ЦК ВКП(б) приняло решение об искоренении в СССР «остатков сменовеховства», у Лежнёва 8 мая 1926 года был проведён обыск, а 11 мая он был арестован ОГПУ. Лежнёв был обвинён в создании «антисоветской группировки в журнале „Новая Россия“», однако вместо осуждения к тюремному или лагерному заключению его было решено выслать за границу. В письме в ОГПУ, не признавая своей вины, Лежнёв просил высылку за рубеж ограничить определённым сроком, чтобы иметь право вернуться в СССР. К этой просьбе Лежнёв приложил написанный собственноручно послужной список на 3-х страницах по годам с 1918 по 1926 год: служил в Красной Армии, сотрудничал в газетах и журналах «Вооруженный Народ» (Всеобуча), «Красный Офицер», «Известия ВЦИК» (по поручению Ю. М. Стеклова) и т. д.

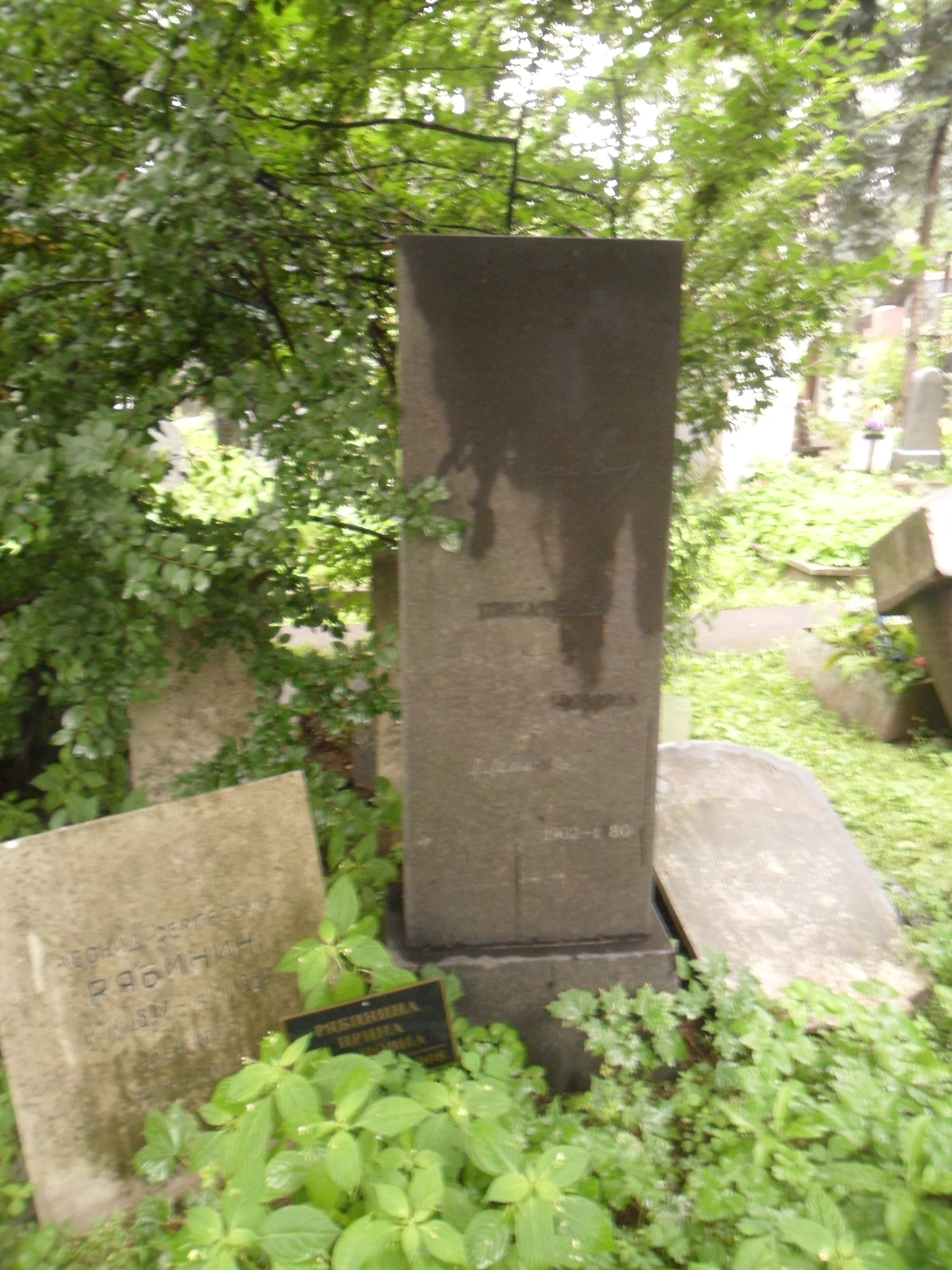
Могила Лежнёва на Новодевичьем кладбище.

По решению Особого совещания при Коллегии ОГПУ от 10 мая 1927 года Лежнёв был приговорен к высылке из пределов СССР сроком на 3 года за «участие в контрреволюционном заговоре» и 29 мая 1927 года выслан в Эстонию, но с сохранением советского гражданства и должностью в берлинском торгпредстве, — вероятно, Лежнёв сотрудничал с ОГПУ.
В 1930 году Лежнёв получил разрешение вернуться в СССР. 22 декабря 1933 года он был принят в большевистскую партию по личной рекомендации И. Сталина. В 1934—1939 годах работал корреспондентом в «Правде», был заместителем заведующего Отделом критики и библиографии, заведовал отделом литературы и искусства.
С 1939 года, уволившись из «Правды», занимался литературной критикой. С началом войны находился в Ташкенте, был вторым секретарём президиума Союза писателей Узбекистана, членом редакционного совета издательства «Советский писатель». С 1943 года — специалист Совинформбюро по германской тематике.
Умер 9 октября 1955 года в возрасте 64 лет в Москве. Похоронен на Новодевичьем кладбище.
Реабилитирован в 1993 году.

## Творчество
В 1921 году под псевдонимом «Михаил Григорьев» публиковался за рубежом в журнале «Смена вех» (Париж), газете «Накануне» (Берлин); отстаивал теорию «революционного консерватизма».
Автор «Записок современника» (М., 1935). Изучал творчество М. А. Шолохова, написал большую монографию в 1948 году и ряд других хвалебных книг о Шолохове.

### Избранные сочинения
Источник — Электронные каталоги РНБ
- Лежнёв И. Г. Избранные статьи. — М.: Гослитиздат, 1960. — 326 с. — 13 000 экз.
- Лежнёв И. Г. Вождь революционной демократии — Н. Г. Чернышевский : (К 50-летию со дня смерти). — М.: Правда, 1939. — 96 с. — (Библиотека «Огонёк» ; № 65-66). — 50 000 экз.
- Лежнёв И. Г. Записки современника. — М.: ГИХЛ, 1934. — Т. 1: Истоки. — 275 с. — 8000 экз.
  - . — 2-е изд. — М.: Совет. писатель, 1935. — 330 с. — 10 200 экз.
  - . — 3-е изд., испр. — М.: Совет. писатель, 1936. — 295 с. — 10 200 экз.
- Лежнёв И. Г. Правда о Гитлере. — Ташкент: Госиздат УзССР, 1942. — 182 с.
- Лежнёв И. Г. Путь Шолохова : Творческая биография. — М.: Сов. писатель, 1958. — 428 с. — 10 000 экз.
- Лежнёв И. Г. Михаил Шолохов : Критико-биогр. очерк. — М.: Гослитиздат, 1941. — 80 с. — 100 000 экз.
  - Лежнёв И. Г. Михаил Шолохов. — М.: Сов. писатель, 1948. — 519 с. — 15 000 экз.
- Лежнёв И. Г. Юные годы : (Из «Записок современника»). — М.: Журн.-газ. объединение, 1936. — 64 с. — (Библиотека «Огонёк» ; № 15 (930)). — 50 000 экз.
- Лежнёв И., Виден П., Пливье Т. и др. Палачи Европы : Портреты и памфлеты / Ред.-сост. И. Лежнёв. — М.: Гос. изд-во полит. лит-ры, 1945. — 284 с. — 10 000 экз.

## Критика
М. C. Агурский дал Лежнёву такую характеристику:

В 1922 году он выдвигает теорию «революционного консерватизма», в которой защищает многие положения национал-большевизма, не считая себя сменовеховцем, ибо сотрудничал с большевиками давно. В национал-большевизме Лежнёв оказывается на левом фланге, представляя в нём самое радикальное нигилистическое крыло, отвергавшее идеологию, право, традиционные ценности, признавая высшим мерилом «народный дух».— Агурский М. С. Идеология национал-большевизма. — М.: Алгоритм : Алгоритм-книга, 2003. — 316 с. — (Национальный интерес). — 3000 экз. — ISBN 5-9265-0089-3.
Другие отзывы:

Лежнёв со своей «Россией» правы были бы, если бы выставили лозунг: «Помирать собирайся, а рожь сей», — мудрейшее правило русского народа, забытое интеллигенцией, оно составляет поле для жизни, узаконивает «злобу дня» и вообще дает возможность людям жить. Иначе как бы нам теперь жить, в наше время, когда наше правительство окопалось на войну со всем миром и непременно все должно кончиться катастрофой. Но Лежнёв не прав тем, что в этом хочет разрешить великое столкновение двух сил: рационалистического интернационализма и мистического национализма.— Пришвин М. М. Дневники. — М.: Рус. кн., 1999. — Т. 4: 1923, 1924, 1925. — С. 265. — ISBN 5-268-00411-5.

Хитрая, веснушчатая лиса, не хочется мне связываться с Лежнёвым.— М. А. Булгаков. (дневник)
Р. В. Иванов-Разумник назвал И. Лежнёва «… подхалимом, ради выгоды переметнувшимся к большевикам и покорно лизавшим их пятки.»
О журнале «Россия»:

Он заигрывал с интеллигенцией, старался стать её трибуной, подчеркнуто демонстрировал независимость вкусов и свою политическую независимость, и он словно доказывал Западу, что в России, которую продолжают обвинять в полном бесправии, покончено с единомыслием, возрождается свободная литература. По-видимому, это была одна из главных, подпочвенных задач нового журнала.— Ермолинский С. А. О времени, о Булгакове и о себе. — М.: Аграф, 2002. — С. 56. — 2000 экз. — ISBN 5-7784-0196-5.

## Адреса в Москве
- 1922 — Полянка, 15[2].